# Deputy Director of the Central Intelligence Agency
Der stellvertretende Direktor der Central Intelligence Agency (Deputy Director of the Central Intelligence Agency, DDCIA) ist ein Regierungsbeamter der Vereinigten Staaten von Amerika und leitender Angestellter des US-Auslandsnachrichtendienstes Central Intelligence Agency (CIA). Derzeitiger Amtsinhaber ist David S. Cohen.

## Geschichte
Im Rahmen des Intelligence Reform and Terrorism Prevention Act vom November 2004, in dem das Amt des Director of Central Intelligence (DCI) in die Ämter des Director of the Central Intelligence Agency (DCIA) und Director of National Intelligence (DNI) gespalten wurde, wurde auch das Amt des Deputy Director of Central Intelligence (DDCI) in die Ämter Deputy Director of the Central Intelligence Agency (DDCIA) sowie in das des Deputy Director of National Intelligence (DDNI) gespalten.

## Ernennung
Offiziell obliegt es dem Direktor der Central Intelligence Agency, wen er als seinen Stellvertreter einsetzt. Jedoch spielt die Meinung des Präsidenten eine elementare Rolle bei der Besetzung des Postens.
Während die Ernennung eines CIA-Direktors der Zustimmung des US-Senats bedarfs, ist für die Ernennung des stellvertretenden Direktors nach derzeitigem Recht keine Bestätigung durch den Senat erforderlich.

## Aufgabe
Hauptaufgabe des stellvertretenden Direktor ist es, den Direktor in allen seinen Handlungen zu unterstützen. Er kann Aufgaben des Direktors wahrnehmen, wenn das Amt des Direktors vakant ist oder der Direktor krank, verhindert und arbeits- bzw. amtsunfähig sein sollte. Ferner liegt es beim Direktor der CIA, welche weiteren speziellen Aufgaben er an seinen Stellvertreter abgibt.

## Bisherige Amtsinhaber
|  |                            | Amtszeit                          | ernannt durch Präsident     |
|  | -------------------------- | --------------------------------- | --------------------------- |
|  | Vizeadmiral Albert Calland | 15. Juli 2005 – 23. Juli 2006     | George W. Bush              |
|  | Stephen Kappes             | 24. Juli 2006 – 5. Mai 2010       | George W. Bush Barack Obama |
|  | Michael Morell             | 7. Mai 2010 – 9. August 2013      | Barack Obama                |
|  | Avril Haines               | 9. August 2013 – 10. Januar 2015  | Barack Obama                |
|  | David S. Cohen             | 9. Februar 2015 – 20. Januar 2017 | Barack Obama                |
|  | Gina Haspel                | 2. Februar 2017 – 21. Mai 2018    | Donald Trump                |
|  | vakant                     | 22. Mai 2018 – 31. Juli 2018      | Donald Trump                |
|  | Vaughn Bishop              | 1. August 2018 – 20. Januar 2021  | Donald Trump                |
|  | David S. Cohen             | seit 20. Januar 2021              | Joe Biden                   |